# صالح البریکی
صالح البریکی (انگلیسی: Saleh Al-Buraiki؛ زادهٔ ۲۷ فوریهٔ ۱۹۷۷) بازیکن فوتبال اهل کویت است.
از باشگاه‌هایی که در آن بازی کرده‌است می‌توان به باشگاه ورزشی السالمیه کویت اشاره کرد.
وی همچنین در تیم ملی فوتبال کویت بازی کرده‌است.